# Maria Bárbara Levy
Maria Bárbara Levy (1943 — 1992) foi uma historiadora e economista brasileira, com ênfase em História Econômica.

## Biografia
Se formou em 1968 no bacharelado e licenciatura em História pela Universidade Federal do Rio de Janeiro (UFRJ), com forte influência dos professores Maria Yedda Linhares e Manoel Maurício de Albuquerque.
Com o AI-5, os projetos de pesquisa do Instituto de Filosofia e Ciências Sociais da Universidade Federal do Rio de Janeiro|Instituto de Filosofia e Ciências Sociais (IFCS/UFRJ) foram cancelados. Como alternativa, a professora Maria Yedda Linhares organizou o Colégio Brasil, que contou com um curso ministrado por Frédéric Mauro, sendo o primeiro contato entre Maria Bárbara e seu futuro orientador de doutorado. Após um atentado à bomba, o Colégio Brasil fechou.
Em 1970, concluiu seu mestrado em História na Universidade de São Paulo (USP). Com uma bolsa de estudos da Embaixada Francesa, concluiu seu doutorado em 1975 com nota máxima, na Universidade Paris Nanterre, sob orientação de Frédéric Mauro.
Foi professora de colégios, entre 1967 e 1971, e professora universitária, a partir de 1970, ministrando aulas na PUC-Rio, FGV, IBMEC, UFF e UFRJ até a data de sua morte.
Sua pesquisa sobre a ação do BNDES, realizada entre 1984-1986, foi uma importante contribuição para o entendimento entre a relação dos setores público e privado. Maria produziu pesquisas aprofundando as temáticas de história dos negócios, mercado de capitais, mercado de energia, industrialização brasileira e crise do encilhamento.

## Obras
- LEVY, Maria Bárbara (1994). A Indústria do Rio de Janeiro Através de Suas Sociedades Anônimas (PDF). Rio de Janeiro: UFRJ. 306 páginas. ISBN 85-71081166
- LEVY, Maria Bárbara (1979). História Financeira do Brasil Colonial. Rio de Janeiro: IBMEC. 136 páginas
- LEVY, Maria Bárbara (1977). História da Bolsa de Valores do Rio de Janeiro. Rio de Janeiro: IBMEC. 660 páginas
- LEVY, Maria Bárbara (1972). História dos Bancos Comerciais no Brasil. Rio de Janeiro: IBMEC